# Mohammad Ali Rajai
Mohammad Ali Rajai (født 15. juni 1933 i Qazvin, død 30. august 1981 i Teheran) var en iransk politiker og præsident. Rajai var den anden præsident i den islamiske republik Iran, valgt 15. august 1980. Han efterfulgte præsident Abolhassan Banisadr. Under Banisadr sad han som premierminister. Rajai var en stærk tilhænger af den iranske revolution og var leder af en bevægelse, som søgte at få studenterne til at presse amerikansk og europæisk indflydelse ud af universiteterne. Det blev senere kaldt den kulturelle revolution. 
Rajai blev sammen med premierminister Mohammad Javad Bahonar myrdet med en brevbombe kort efter sin tiltrædelse som præsiden. Han blev på præsidentposten efterfulgt af Ali Khamenei.